# جورج زوكرمان
جورج زوكرمان (بالإنجليزية: George Zuckerman)‏ (10 أغسطس 1916 - 1966)؛ كاتب سيناريو وروائي أمريكي.

## روابط خارجية
- جورج زوكرمان على موقع IMDb (الإنجليزية)
- جورج زوكرمان على موقع قاعدة بيانات الفيلم (الإنجليزية)